# Heir Presumptive
Heir Presumptive (Mutmaßlicher Erbe) ist im anglo-amerikanischen Recht die Bezeichnung für einen Erben, der noch durch die Geburt eines Erben mit höherrangigem Recht aus seiner Stellung verdrängt werden kann. Besondere Relevanz hat dies für Thronfolger oder Erben von Adelstiteln. Die Definition gilt entsprechend auch für die weibliche Form (heiress presumptive).
Einen Erben, der nicht durch Geburt weiterer Nachkommen des Erblassers verdrängt werden kann, bezeichnet man als Heir Apparent.

## Hintergrund
Die Bezeichnung resultiert aus dem Vorrang von Söhnen gegenüber Töchtern (patrilineare Primogenitur) sowie dem Vorrang direkter Abkömmlinge vor Seitenlinien. Die Patrilinearität besagt, dass immer das älteste männliche Kind des Erblassers dessen Position bzw. Titel erbt, selbst wenn es ältere Schwestern hat. Ist kein Sohn vorhanden, so tritt die älteste Tochter das Erbe an. Hat der Erblasser keine Kinder, so geht das Erbe an eines seiner Geschwister, wobei wieder Brüder vor Schwestern rangieren. Hat der Erblasser keinen Sohn, so wird angenommen, dass er bis zur letzten Minute seines Lebens einen solchen zeugen könnte, egal, wie unwahrscheinlich oder gar biologisch unmöglich dies sein mag. Im Falle einer solchen Zeugung träte dieser Sohn automatisch an die erste Stelle der Erbfolge, also vor seine eventuell vorhandenen Schwestern oder sonstigen Verwandten. Dies hat im Falle eines Monarchen zur Folge, dass nur sein direkter Sohn (oder Enkel) den offiziellen Status des Thronfolgers (Heir apparent) erhält, da bei allen anderen Angehörigen nicht von der Endgültigkeit ihres Thronanspruches ausgegangen werden kann. Jeden anderen, potenziell nicht endgültigen, Erben bezeichnet man dann als „mutmaßlichen Erben“ – „Heir Presumptive“.
„Heirs Presumptive“ können in Monarchien auftreten, in denen die männliche Thronfolge gilt oder galt. Beispielsweise war Caroline von Monaco bis zum 10. Dezember 2014 Heiress Presumptive, da Fürst Albert II. bis zu diesem Zeitpunkt keinen legitimen Abkömmling hatte. Sie wurde als „Heiress Presumptive“ abgelöst von Prinzessin Gabriella, die ihre Stellung zwei Minuten später mit der Geburt ihres Zwillingsbruders Jacques verlor.

## Beispiele aus der britischen Geschichte
Beide Töchter Heinrichs VIII. waren abwechselnd Heiress Presumptive, bis zur Geburt des männlichen Erben, des späteren Eduard VI.
Königin Anne war Heiress Presumptive ihrer Schwester Maria II. und deren Gemahls Wilhelm III., nachdem diese kein überlebendes Kind gezeugt hatten. Da Anne selbst keine überlebenden Kinder gebar, war lange Zeit die Kurfürstin Sophie von Hannover ihre voraussichtliche Erbin, da sie die nächste protestantische Verwandte Annes war. Da Anne die Kurfürstin jedoch knapp überlebte, ging der Thronanspruch auf deren Sohn über, der als Georg I. den britischen Thron bestieg.
Königin Victoria war bis zu ihrer Thronbesteigung Heiress Presumptive, da offiziell nicht ausgeschlossen werden sollte, dass ihr Onkel und Vorgänger Wilhelm IV., der keine legitimen Kinder hatte, noch einen eigenen Erben gezeugt haben könnte.
Jedoch war Heir/Heiress Presumptive in allen diesen Fällen eine inoffizielle Bezeichnung.
Formell wurden die Thronfolgerinnen, die Töchter des regierenden Monarchen waren, grundsätzlich schlicht als „The Princess Mary/Elizabeth/Anne/etc“ tituliert. Heirs Presumptive, die keine Kinder des regierenden Monarchen waren, führten überhaupt keinen speziellen Titel.

## Heutige Regelung im Vereinigten Königreich
Zur formellen Bezeichnung wurde Heiress Presumptive zugunsten von Königin Elisabeth II. Ihr Vater König Georg VI. hatte erklärtermaßen nicht die Absicht, weitere Kinder als Elisabeth und ihre jüngere Schwester Margaret zu zeugen. Elisabeths Thronanspruch stand somit außer Frage. Gleichwohl wollte man nicht mit der Tradition brechen und proklamierte sie nicht zur Princess of Wales. Es erschien jedoch unangemessen und nicht mehr zeitgemäß, die Thronfolgerin aufgrund dieser Tradition schlicht als „The Princess Elizabeth“ zu bezeichnen. Vielmehr sollte ihr Status als faktische Thronfolgerin auch titularisch hervorgehoben werden. So entschied man sich, dass Elisabeth die Bezeichnung Heiress Presumptive gleich einem offiziellen Titel führen sollte.
Diese Regelung könnte als Präzedenzfall auch auf künftige präsumptive Thronfolger Anwendung finden. Seit 2011 ist in der britischen Thronfolge der automatische und altersunabhängige Vorrang von Söhnen gegenüber Töchtern abgeschafft. Der häufigste Fall von heirs presumptive, nämlich dass eine Tochter nie heiress apparent sein konnte (weil ja immer noch die Geburt eines Bruders zumindest theoretisch möglich war), ist damit für die Zukunft ausgeschlossen. In selteneren Fällen kann es aber auch nach der neuen Regelungen zu einem heir presumptive kommen, etwa dann, wenn der Throninhaber (noch) keine eigenen ehelichen Kinder hat und daher Geschwister des Monarchen und deren Kinder in der Thronfolge stehen.

## Peerage und Baronetage
Inhaber eines erblichen britischen Adelstitels (Peer oder Baronet) ist anders als im restlichen Europa jeweils nur eine Person. Dessen Ehepartner und Kinder führen lediglich Höflichkeitstitel oder -prädikate.
Für die Erbfolge gilt ebenfalls die patrilineare Primogenitur. Nur ältere Titel der Peerage of Scotland und einige alte Baronien der Peerage of England (sog. Baronies by writ) können auch an Töchter des Titelinhabers vererbt werden, wenn dieser keine Söhne hat. Hat nun ein Peer keinen Sohn, wird der voraussichtliche Titelerbe ebenfalls als Heir Presumptive bezeichnet. Ein etwaiger Sohn des Peers, der als Heir Apparent bezeichnet wird, bei in weiblicher Linie vererbbaren Titel unter Umständen auch die Geburt einer Tochter, würde ihn automatisch aus seiner Stellung als Titelerbe verdrängen.